# Nordmakedonien
 For alternative betydninger, se Makedonien (flertydig). (Se også artikler, som begynder med Makedonien)
Nordmakedonien (makedonsk: Северна Македонија, tr. Severna Makedonija, albansk: Maqedonia e Veriut), officielt Republikken Nordmakedonien (makedonsk: Република Северна Македонија, tr. Republika Severna Makedoniјa, albansk: Republika e Maqedonisë së Veriut), er et land i den sydøstlige del af Europa på Balkan-halvøen og grænser op til Grækenland mod syd, Albanien mod vest, Bulgarien mod øst og Kosovo og Serbien mod nord. Landet var tidligere en delrepublik i Jugoslavien.
Den 12. juni 2018 indgik Makedonien og Grækenland en aftale om at ændre navnet til Republikken Nordmakedonien (gældende fra februar-marts 2019). Indtil da havde man brugt navne som Republikken Makedonien (anvendt i republikken selv og anerkendt af en del lande, bl.a. Danmark) og FYROM (former Yugoslav Republic of Macedonia) (anvendt i FN og andre internationale organisationer). Dette skete efter uenighed mellem Grækenland og Republikken Makedonien om brugen af navnet Makedonien. Selve navneskiftet fandt sted 12. februar 2019.

## Historie

### Tiden før 1912
Navnet Makedoniens oprindelse (der skrives bevidst hhv. Makedonien, Republik Makedonien og FYROM pga. græsk insisteren at kunne skelne mellem oldtidens kongerige og den moderne stat Republik Makedonien). Hellener (græsk: ελληνας) og græker (latin: Graecus) er synonymer.
Oldtidens Makedonien (gr. Μακεδονία, fra gr. Μακεδνός, høj mand) var et selvstændigt kongerige beliggende i det nordlige nuværende Grækenland, og var oprindeligt næsten nøjagtigt lokaliseret i den nuværende græske provins Makedonia. Det regnes af historikere for en polis, altså en af de græske bystater. Det senere romerske, byzantinske og osmanniske Makedonien lå, med varierende grænsedragning, i det nuværende Grækenland, det nuværende Republik Makedonien (FYROM) og det nuværende Bulgarien. Der er ifølge historikere tale om en stamme, der talte en græsk dialekt, og Herodot beskriver makedonernes sprog som en græsk dialekt (æolisk græsk), og makedonerne som en dorisk stamme, der blev efterladt i nord efter et slag.
Alexander III, (Alexander den Store) betragtede sig selv som makedoner. Han blev uddannet som hellener (græker), bl.a. af Aristoteles, uden at det rykkede på opfattelsen i Athen, ifølge hvilken makedonerne betragtedes som barbarer, altså fremmede. Alexander erobrede et meget stort område, der strakte sig over det nuværende Makedonien, Trakien, Grækenland, Persien og frem til, men ikke omfattende, Indien og Afghanistan. I sit nye rige udbredte han den hellenistiske kultur, som i sammenstødet med østens kultur blev til den hellenistisk-persiske synkretisme. Hellenistisk betød for Alexander overvejende "attisk" (dvs. den athenæiske kultur og dialekt, som Aristoteles stammede fra), og han gennemførte også skoling for makedonske aristokrater i det "finere" attiske græsk, som var lingua franca blandt dannede mennesker på den tid. Den almindelige makedoner i det makedonske højland har vel været relativt upåvirket af adelens og officerernes sproglige omorientering, . Det er væsentligt at påpege at Republik Makedoniens (græsk: FYROMs) befolkningsflertal ikke har fortsat antikkens sprog for området, men taler makedonsk – et slavisk sprog. Slavernes kom til området under den østromerske kejser Tiberios 1., dvs. i 580-erne, da Makedonien havde været en del af Romerriget i over 600 år.
Heri består disputten mellem FYROM og Grækenland om "retten" til navnet Makedonien. Grækerne mener ikke, at FYROM kan anvende navnet Makedonien, dels på grund af det nutidige forhold — at Grækenland i forvejen har en provins af samme navn, dels på grund af hævd — at oldtidens Makedonien var en del af den hellenistiske kultur og har været således kontinuert frem til vore dage. I det lys betragtes betegnelsen "Makedonien" som et titoistisk påhit med prætentioner om at samle territorier under sig, territorier, der i dag udgør dele af Grækenland, Bulgarien o.a. I Republikken Makedonien er holdningen, at betegnelsen "makedonsk" for den slaviske kultur i området har vundet hævd, fordi det var i brug længe før 1944 (og makedonske historikere finder hele tiden nye kilder som belæg herfor), da den jugoslaviske delstat med navnet Makedonien opstod, og at der i øvrigt ikke kan tales om hævdvunden græsk kultur i Makedonien, men at området i sin helhed var langtovervejende befolket af slaver, som tilfældet havde været siden senest i 900-tallet. Påstande om, at "etniske Makedonere i dag mener at have kontinuerlig forbindelse til oldtidens Makedonere, men snakker ikke græsk sprog" må afvises som ubegrundede: Folkevandringstiden gik særligt hårdt ud over Balkanhalvøen, som i tiden 200-600 oplevede invasioner af såvel hunner, ostrogoter, avarer, kumanner og flere slaviske indvandringsbølger, foruden at være plaget af gentagne opstande; det oprindelige befolkningselement, især i de frugtbare dalstrøg, blev — hvad enten det var græsk- eller oldmakedonsk-talende — under disse uroligheder fordrevet eller dræbt og har således ikke kunnet bidrage til opbygningen af en separat makedonsk kultur. Grækere, der bor i det græske Makedonien, opfatter sig selv som de rigtige makedonere, og det slaviske element betragtes som kommet udefra, hvorfor etniske makedonere blev tvangs-assimileret i Grækenland til slutningen af 1970'erne. Det makedonske spørgsmål stod dog ikke højt på den politiske dagsorden i den græske offentlighed, inden Den jugoslaviske Føderations sammenbrud, men flammede op i 1990; i pressen blev det f.eks. påstået, at FYROM umiddelbart efter sin uafhængighed fra Den jugoslaviske Føderation trykte skolebøger, hvori der stod at læse at Makedonien strækker sig ned til Ægæerhavet (dvs Grækenland) og trykte pengesedler der afbildede Det Hvide Tårn i Saloniki (i Grækenland).
Den makedonske udlægning var, at makedonerne ønskede at kunne sige, at de også i Grækenland ønskede at udtrykke deres kultur uden frygt for repressalier, samt at det hvide tårn er symbol i flere makedonske byer, bl.a. tårnene i Bitola, Prilep og Kruševo. Den græske stat opfattede det som en ekspansionistisk trussel mod Grækenland. Et antal veluddannede historikere og politikere i FYROM anerkender dog, at de ikke er efterkommere af oldtidens makedonere; dette var for at undgå græsk blokade af landets medlemskab af internationale organisationer, og de dermed forbundne udefra kommende investeringer til sikring af økonomisk fremgang. Grækenland understreger, at de kun gør indsigelser over for navnet Makedonien som navn på staten, men at Grækenland hverken har territoriale eller andre krav. Makedonske nationalister mener, at det er en bevidst græsk strategi som — ved at holde liv i gamle balkanske uenigheder — kan blokere for økonomisk vækst i FYROM.
Et vigtigt fikspunkt i forståelsen af nyere Balkanhistorie er Ilinden-opstanden i august 1903, hvor den lokale kristne befolkning gjorde oprør mod Det Osmanniske Rige. Opstanden slog fejl, og blev nedkæmpet under stor grusomhed fra de tyrkisktalende myndigheders og militsers side. Symbolværdien for eftertiden, både i Makedonien og udenfor, er stor, fordi der her, især i form af den kortvarige Kruševo-republik, ses omridset af en multietnisk stat med demokratisk republik som styreform.

### Tiden efter 1912
Balkankrigene 1912 og 1913 har stor reel betydning for det makedonske spørgsmål i nyere tid. Kort inden 1912/1913 hørte Makedonien stadig under det Osmanniske Rige. I den 1. Balkankrig 1912 besluttede Serbien og Bulgarien, at det nuværende territorium skulle have status som autonomt område, hvis det Osmanniske Rige blev besejret. Det osmanniske rige var svækket af etniske og politiske uroligheder og afmatning, og Makedonien udgjorde lige som andre osmanniske områder et territorium egnet til ekspansion for nabolandene, i dette tilfælde Serbien, Bulgarien, Rumænien og Grækenland. Fredsaftalerne og de øvrige aftaler fra før 1913 mellem Balkanstaterne blev dog ikke overholdt, og der opstod uenighed om delingen og i kølvandet herpå en ny krig, hvor Bulgarien, der i 1912 stod som den store aktør og vinder, mistede størstedelen af territorierne til Serbien og Grækenland. Grænserne er nogenlunde de samme i dag og inddeler området i det, som blandt slaviske og udenlandske historikere går under betegnelserne 1. Vardar-Makedonien (Vardarska Makedonija), opkaldet efter floden Vardar, der flyder gennem Skopje, og som tilfaldt Serbien (1913-1915); 2. Ægæisk Makedonien (Egejska Makedonija, Græsk Makedonien), opkaldt efter Ægæerhavet syd for området, og tilfaldt Grækenland, med hovedbyen Saloniki, og 3. Pirin-Makedonien (Pirinska Makedonija, bulgarsk Pirinski Kraj), der tilfaldt Bulgarien og er opkaldt efter Pirinbjergene, som afgrænser området mod øst, med hovedbyen Blagoevgrad.
Opstandene og krigene nødsagede mange indbyggere fra Makedonien — såvel slaver som ikke-slaver, f.eks. aromunere — til at flygte eller emigrere. Målene var at finde i nærområdet, både Bulgarien (især Sofia) og Rumænien, og oversøisk, ikke mindst Australien, Canada og USA. Prøvelserne fortsatte efter krigene. Bulgarerne betragtede makedonerne som bulgarere, serberne betragtede dem som sydserbere, mens grækerne så ned på dem på grund af deres 'slaviske' kultur som er forskellig fra moderne græsk. Den Indre Makedonske Revolutionære Organisation (Vnatrešna Makedonska Revolucionarna Organizacija) (VMRO) dannedes året 1893 af makedonere med det mål, at gøre Makedonien selvstændigt. En gren af VMRO følte tilknytning til Bulgarien og kæmpede for at blive en selvstændig del af det land.
Under den 1. verdenskrig (1914-1918) kom Vardar-Makedonien som del af Kongeriget Serbien til at stå på Ententens side. Landet blev okkuperet af akse-magten Bulgarien, som indledte repressalier mod befolkningen.
Efter krigen indgik landet den serbiske provins Sydserbien og var dermed en del af Kongeriget af Serbere, Kroater og Slovenere (1918-1941). Serberne begyndte med at serbificere befolkningen ved at påtvinge den serbiske navne, kun lade serbere beklæde embeder hos myndighederne (politi, forvaltning, skoler) på trods af makedonernes stadig eksisterende ønske om at være selvstændige o.a. Dele af denne politik blev anvendt andre steder i kongeriget, og utilfredsheden var stor med jævnlige væbnede sammenstød til følge. Medlemmer af VMRO begik sammen med Ustaša et attentat mod den Jugoslaviske Kong Aleksander den 1. Karadjordjević i Marseille i 1934.
Under 2. verdenskrig var blev størstedelen af Sydserbien okkuperet af Bulgarien, som var Hitlers allierede. Den nordvestlige del af Vardardalen blev føjet til Albanien under dannelsen af Stor-Albanien.
Det store ønske om selvstændighed gik endeligt i opfyldelse i slutningen af 2. verdenskrig, omend med sine geografiske og politiske begrænsninger. Fra 1945-1991 var landet en føderal enhed i Jugoslavien. Selvstændigheden angik altså kun en del af det oprindelige Makedonien, og denne del var nu en medlemsstat blandt flere andre i Jugoslavien. Kulturelt kunne den makedonske nationalitet dog udtrykke sig frit. Der opstod skoler, gymnasier, et universitet og akademi; der grundlagdes aviser, radio- og TV-stationer, og en litteratur blomstrede op.
I lyset af Sloveniens og Kroatiens løsrivelse fra Jugoslavien blev der den 8. september 1991 afholdt folkeafstemning om et suverænt, selvstændigt og uafhængigt Makedonien, og med folkets billigelse vedtog det makedonske parlament da den 17. november 1991 den nye grundlov for Republikken Makedonien. I 2001 kom det i den vestlige del af landet til sammenstød mellem det makedonske politi og militær og albanerne, som ønskede at benytte situationen i Kosovo og Metohija til at danne Stor-Albanien. I 2004 mistede den makedonske præsident Boris Trajkovski livet i en flyulykke i Bosnien-Hercegovina, og Branko Crvenkovski blev valgt til ny præsident.
Den 5. juni 2006 blev der afholdt valg og sidst på natten (natten til torsdag) erkendte Makedoniens premierminister Vlado Bučkovski valgnederlaget til oppositionslederen Nikola Gruevski og hans centrum-højre-parti som havde vundet 55 af 120 pladser i parlamentet og dermed skubbede Bučkovski fra magten.

## Etymologi
Makedonien er optaget i FN under navnet "The Former Yugoslav Republic of Macedonia" (ofte forkortet FYROM), alfabetisk placeret under T , da der er uenighed med Grækenland om navnet "Makedonien". Se også foregående afsnit.
118 lande havde indtil aftalen ved Prespasøen i juni 2018 anerkendt landet som "Republikken Makedonien", dvs. under det navn, som landets egen forfatning brugte, herunder Taiwan (det første land, som anerkendte navnet), Tyrkiet, USA, Rusland, Kina og Storbritannien.
De "gamle" EU-lande, bortset fra Storbritannien, har anvendt FYROM-betegnelsen i officielle sammenhænge, men har også i et vist omfang brugt "Makedonien" eller "Republikken Makedonien" i de bilaterale forbindelser. De fleste nye EU-lande anerkendte landet under dets forfatningsmæssige navn.

## Geografi
Republikken Nordmakedonien har en størrelse på 25.333 km².
Nordmakedonien er en indlandsstat. Det grænser op til Grækenland mod syd, Albanien mod vest, Bulgarien mod øst og Kosovo og Serbien mod nord. Landet var tidligere en delrepublik i Jugoslavien.

### Byer
| Store Byer -TJR Makedonien |         |
| 1. Skopje (Hovedstad)      | 467.257 |
| 2. Kumanovo                | 103.205 |
| 3. Bitola                  | 86.408  |
| 4. Prilep                  | 73.351  |
| 5. Tetovo                  | 70.841  |
| 6. Veles                   | 57.602  |
| 7. Ohrid                   | 56.520  |
| 8. Gostivar                | 49.545  |
| 9. Štip                    | 49.371  |
| 10. Strumica               | 48.065  |
| 11. Kavadarci              | 38.391  |
| 12. Struga                 | 36.892  |
| 13. Kočani                 | 33.689  |
| 14. Kičevo                 | 30.138  |
| 15. Radoviš                | 24.498  |
| 16. Gevgelija              | 20.362  |

Indbyggertal er fra den officielle regerings hjemmeside.

### Søer
Tre søer ligger på grænserne til nabolandene: Ohrid-søen mod Albanien, Prespa-søen mod Grækenland og Albanien, og Doiransøen mod Grækenland.
Foruden disse naturlige søer har landet et par andre søer, som er dannet af dæmninger, Matka-søen og Prilep-søen. 477 km² (1,9%) af landet er vandområder.

## Demografi
Republikken Nordmakedonien har 2.061.315 indbyggere (2010) . Fremskrivning af befolkningen kan ses på INED.. Den største etniske gruppe i landet er makedonerne. Den næststørste gruppe er de albanere, der dominerer meget af den vestlige del af landet. Uofficielle skøn anslår, at der i Republikken Nordmakedonien muligvis er op til 260.000 romaer.
Befolkningen fordeler sig på følgende grupper:
| Herkomst                   | Antal     | Procent |
| -------------------------- | --------- | ------- |
| Makedonere                 | 1.297.981 | 64,18%  |
| Albanere                   | 509.083   | 25,17%  |
| Tyrkere                    | 77.959    | 3,85%   |
| Roma (sigøjnere)           | 53.879    | 2,66%   |
| Serbere                    | 35.939    | 1,78%   |
| Bosniere                   | 17.018    | 0,84%   |
| Vlakker (aromunsk-talende) | 9.695     | 0,48%   |
| Anden herkomst             | 20.993    | 1,04%   |
Disse tal er fra den officielle regerings hjemmeside.

### Sprog
Det officielle sprog i Nordmakedonien er makedonsk og albansk. Makedonsk blev indført i 1944.
Moderne makedonsk er et slavisk sprog og har ingen sammenhæng med Antikkens makedonske sprog. Det ligner bulgarsk således, at bulgarere og makedonere forstår hinandens sprog omtrent som svenskere og danskere. Det makedonske alfabet er en modifikation af det serbiske kyrilliske alfabet, ligesom grundlæggende retskrivningsprincipper har taget farve af det langvarige naboskab med serbisk. Bulgarsk skrives derimod med et russisk præget alfabet.

## Transport
- Jernbane: 920 km.
- Landeveje: 10.600 km.